# Alwin Seifert

Alwin Seifert

Alwin Seifert (Monaco di Baviera, 31 maggio 1890 – Dießen am Ammersee, 27 febbraio 1972) è stato un architetto e scrittore tedesco, nonché paesaggista e iscritto al NSDAP di Adolf Hitler. È considerato uno dei più importanti esponenti nel periodo del nazionalsocialismo del primo movimento ambientalista e dell'agricoltura biodinamica.

## Biografia
Alwin Seifert era figlio di un imprenditore edile mentre la madre, nativa di una famiglia ugonotta, morì alla sua nascita. Studiò presso l'Università di Monaco di Baviera dal 1909 al 1913 laureandosi in architettura e nel 1915 nel corso della prima guerra mondiale si arruolò volontariamente prestando servizio nelle truppe ferroviarie con il grado di tenente. Nel 1932, pur non accettando tutte le sue teorie, aderì al nazismo diventando ben presto un alto esponente del NSDAP. Insegnò architettura presso l'università di Monaco di Baviera.
Seifert, con i gerarchi Walter Darré, Fritz Todt, e Rudolf Hess, è considerato uno dei quattro "nazisti ecologici", così soprannominati per la loro speciale concezione nel metodo delle costruzioni stradali o architettoniche tendenti al pieno rispetto della natura. Difatti negli anni trenta del Novecento, precisamente dal 1933 al 1939, Seifert si occupò della progettazione dell'intera rete autostradale tedesca, curando con attenzione l'inserimento del tracciato nel pieno rispetto del paesaggio, anche agrario.
Dal 1933, Seifert fu il principale collaboratore di Fritz Todt, il potente ministro degli armamenti, approvvigionamenti, ispettore generale delle strade tedesche e dal 1933 plenipotenziario alla costruzione della rete austostradale, riguardante le problematiche ambientali in quanto ricopriva il prestigioso incarico di Responsabile del Reich per il Paesaggio.
Soprannominato "Signor Madre Terra" era considerato da Fritz Todt, secondo le cronache, come un fanatico ecologista in quanto sognava "una conversione totale dalla tecnologia alla natura".
Autore di numerosi testi sulla progettazione del verde, Alwin Seifert mise sempre in risalto l'importanza delle aree naturali incontaminate, si oppose alle coltivazioni monocolturali, alla bonifica delle aree umide e all'uso della chimica in agricoltura.
Seifert, con il ministro Walter Darré, fu il promotore dell'organizzazione delle prime fattorie biologiche e, con Fritz Todt, propose energicamente una legge del Reich per la difesa della "madre Terra", legge che poi non fu approvata per la sola opposizione del Ministero dell'Economia che tendeva a tutelare l'attività estrattiva mineraria.
Fu in relazione con l'architetto italiano Pietro Porcinai che conobbe nel 1938 a Berlino al Congresso Internazionale di Ortoflorofrutticoltura. Secondo lo storico Joachim Wolschke-Bulmahn, Seifert fu un fanatico antisemita e durante la seconda guerra mondiale prestò servizio come ufficiale nelle SS distaccato presso il campo di concentramento di Dachau come "Kräutergarten", diventando il responsabile dei servizi agricoli dei 211 ettari di campi e orti voluti dallo stesso Heinrich Himmler per la sperimentazione di una agricoltura biodinamica che potesse soddisfare le esigenze dell'esercito tedesco. Ebbe tra l'altro alle sue dirette dipendenze come "capo giardiniere" Franz Lippert. Anche per la ricercatrice dell'università di Monaco, Daniella Siedl, Alwin Seifert ebbe notevoli responsabilità degli eccidi commessi nel campo di detenzione, difatti sotto la sua direzione morirono circa 400 prigionieri a causa delle misere condizioni di lavoro, costretti alla coltivazione in larga scala di piante medicinali. Distaccato in Italia dal giugno 1944 al 1945, fu impegnato nella lotta antipartigiana nel Veneto, sull'altipiano di Asiago, e nella direzione per l'organizzazione Todt del camuffamento dei ponti ferroviari.
Dopo la fine della guerra subì un procedimento di denazificazione perché accusato di collaborazionismo con il partito nazista, ma assolto rientrò in breve alla vita pubblica. Agli inizi degli anni sessanta visitò l'Italia e si recò sull'altopiano di Cima Rest a Magasa per completare la sua ricerca sui tipici fabbricati rurali del nord Italia con copertura in paglia di frumento. Seifert fu il primo ricercatore a teorizzare in uno scritto che l'introduzione in Italia di questo metodo costruttivo fosse da addebitarsi alla presenza dei Goti o dei Longobardi.
Dal 1958 al 1963 fu eletto presidente dell'organizzazione ambientalista della "Lega per la protezione della natura" (Bund Naturschutz) della Baviera e il 20 aprile del 1961, con altre sedici personalità, fu firmatario della "Carta Verde di Mainau", uno dei primi manifesti ambientalisti, con lo scopo di sensibilizzare l'opinione pubblica sull'importanza di un movimento politico per la conservazione dell'ambiente naturale.

## Riconoscimenti
- Collaboratore dell'università di Innsbruck
- 1960: Premio Fritz Schumacher dell'università di Hannover
- 1961: Gran croce della Repubblica Federale di Germania
- 1969: Premio Friedrich Ludwig von Sckell dell'Accademia delle Belle Arti della Baviera

## Opere
- Alwin Seifert (1938): Naturnäherer Wasserbau. Die Deutsche Wasserwirtschaft. 33, Heft 12:361-366.
- Alwin Seifert (1943): Das echte Haus im Gau Tirol-Vorarlberg. Eine Untersuchung über Wesen und Herkunft des alpenländischen Flachdachhauses und die Grundsätze einer Wiedergeburt im Geiste unserer Zeit. 83 S. mit zahlr. Abb. Pbd. Alpenschriften. Innsbruck (Gau-Verlag).
- Alwin Seifert (1943): Im Zeitalter des Lebendigen. Natur - Heimat - Technik. Erster Band. Müllersche Verlagshandlung. Planegg.
- Alwin Seifert (1944): Die Heckenlandschaft. Potsdamer Vorträge VIII. Potsdam.
- Alwin Seifert (1945/1948/1957): Kompostfibel für den bairischen Bauern (precursore di: Gärtnern, Ackern - ohne Gift).
- Alwin Seifert (1950): Italienische Gärten. Ein Bilderbuch. 110 S. Verlag G. Callwey, München.
- Alwin Seifert, Langobardisches und gotisches Hausgut in den Südalpen, pp. 303–309, presso Biblioteca del Museo Ferdinandeo di Innsbruck, Bolzano/Bozen: Athesia 1962.
- Alwin Seifert (1959): Die Wiederherstellung der Landschaft im Bereich von Steinbrüchen. Natur und Landschaft 34: 40.
- Alwin Seifert (1962): Ein Leben für die Landschaft. 160 S. 49 Abb. Eugen Diederichs Verlag, Düsseldorf/Köln.
- Alwin Seifert (1964): Der Kompost im Garten ohne Gifte - Fibel für kleine und große Gärtner, Bauern und Landwirte. 121 S. Wirtschaftsverlag M. Klug, München-Pasing.
- Alwin Seifert (1979): Gärtnern, Ackern - ohne Gift. Zürich. Mit 14 Tafelabb. 210 S.